# Метод освоенного объёма
Метод освоенного объёма (англ. Earned Value Technique, Earned Value Management) — система методик, объединённых под общим названием, использующихся для измерения и контроля эффективности выполнения проектов. Метод основан на использовании ряда числовых показателей, рассчитываемых по ходу проекта. Информационное обеспечение данного метода опирается на данные бухгалтерского и управленческого учёта и последующем калькулировании себестоимости проекта, разложенного в рамках финансового планирования по видам затрат на единой временной шкале. В рамках контроля исполнения отслеживается поэтапное исполнение соответствующих этапов. Используется в методологиях финансового управления проектами (отдельными) или в рамках контроллинга крупных проектно-ориентированных организаций, но данного метода недостаточно для финансового управления всей проектной организацией, где должны быть учтены все (параллельные) проекты и полная организационная структура предприятия.
На базе метода освоенного объема можно построить множество полезных и информативных метрик проекта. Постоянное отслеживание освоенного объёма и других показателей позволяет менеджеру проекта прогнозировать как успешность его завершения, так и риски выхода из намеченных сроков, бюджета и др.

## Показатели
- EV — освоенный объём, ОО (англ. Earned Value). Реально выполненный объём работ, указанных в бюджете. Равен произведению доли выполнения проекта или его части и запланированного бюджета по завершению: {\displaystyle EV=\%COMP*BAC}
- AC (ACWP) — фактическая стоимость, также Фактическая стоимость выполненных работ, ФС (англ. Actual Cost, Actual Cost of Work Performed). Равна реальной стоимости выполненных работ или их части за указанный период времени.
- PV — плановый объём, ПО (англ. Planned Value).
- CV — отклонение по стоимости, ОПС (англ. Cost Variance). Отклонение по стоимости равно разнице между освоенным объёмом и фактической стоимостью: {\displaystyle CV=EV-AC}
- SV — отклонение по срокам, ОСР (англ. Schedule Variance). Равно разнице между освоенным и плановым объёмами: {\displaystyle SV=EV-PV}
- CPI — индекс выполнения стоимости, ИВС (англ. Cost Performance Index). {\displaystyle CPI=EV/AC}
- SPI — индекс выполнения сроков, ИВСР (англ. Schedule Performance Index). {\displaystyle SPI=EV/PV}

Также используется несколько других показателей.